# CutePDF
CutePDF é um conversor e editor proprietário de arquivos no formato PDF para Microsoft Windows, desenvolvido pela Acro Software.
O CutePDF Writer pode criar arquivos PDF, enquanto o CutePDF Form Filler permite editar formulários PDF simples para envio sem a necessidade de software mais caro de autoria de PDFs.
O CutePDF pode converter documentos, imagens e texto. O software é instalado como um subsistema de impressora.

## Recepção
A revista Chip avaliou o software com 4 de 5 estrelas. O CutePDF também foi recomendado pela Tech Republic (9 de outubro de 2003), pelo The Washington Post (2 de maio de 2009), e pela PC World (13 de fevereiro de 2014).

## Controvérsias
Em várias versões anteriores, o CutePDF vinha acompanhado de adware.

O site Freeware Genius, na matéria "The best freeware virtual PDF printer: a comparison" (16 de junho de 2011), afirmou: "As impressoras virtuais que testamos, mas decidimos excluir da comparação, foram Bolt PDF Printer, CutePDF Writer, ImagePrinter, pdf995, PDFlite e Primo PDF, principalmente por serem inferiores em funcionalidade, configurabilidade ou facilidade de uso. Algumas (como o Primo PDF e o CutePDF) foram removidas da lista por considerações de privacidade, pois contêm componentes de adware/spyware." Em 19 de junho de 2016, o instalador tentava instalar a barra de ferramentas do navegador Ask, conhecida por sequestrar navegadores, além do adware OpenCandy.